# Lijst van bouwwerken van Trajanus

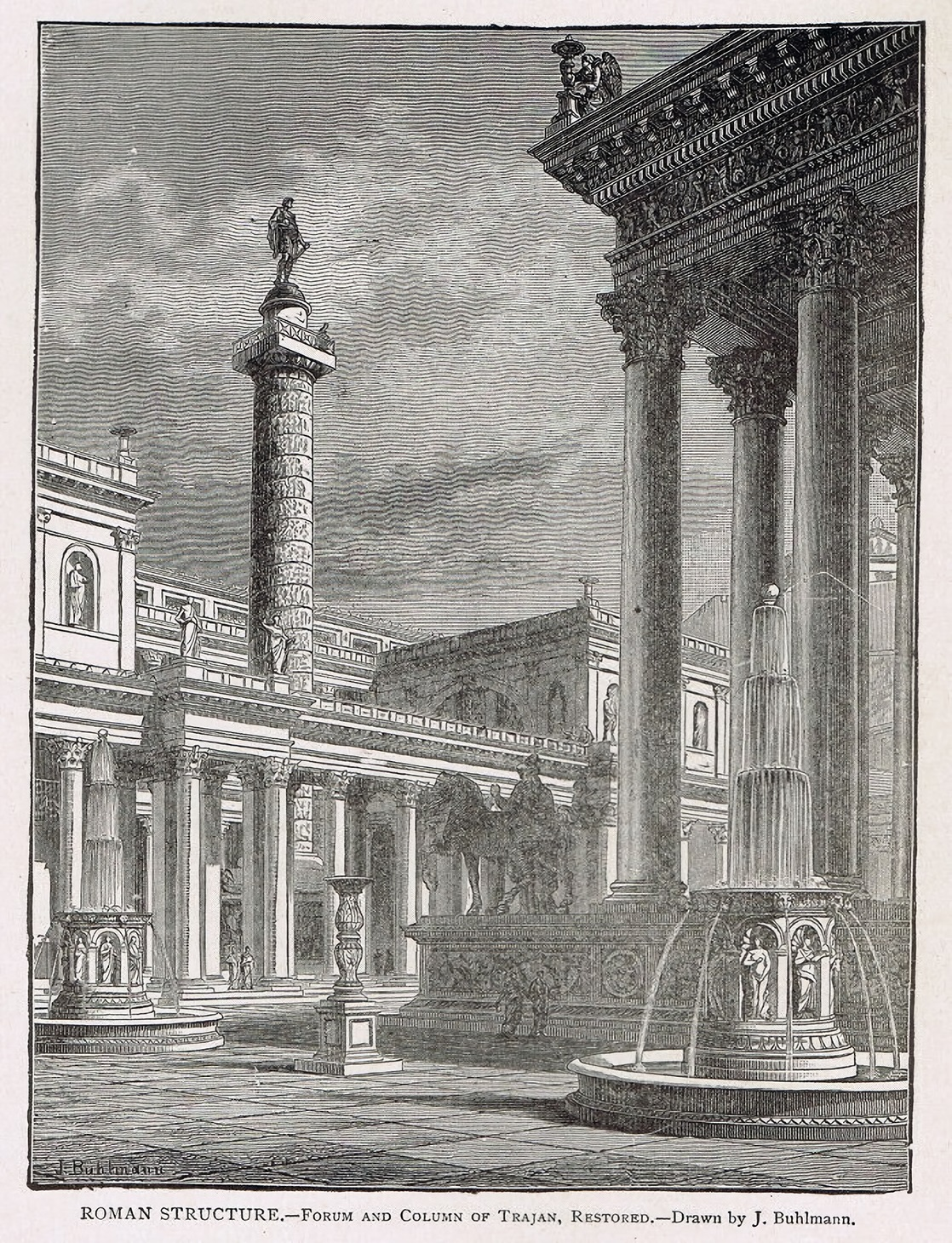
Reconstructie van het Forum van Trajanus, met de Zuil

Dit is een Lijst van bouwwerken uit de tijd van de Romeinse keizer Trajanus (98-117).
Een groot deel van de bouwwerken uit deze tijd is ontworpen door de beroemde architect Apollodorus van Damascus die vanaf 97 bij de keizer in dienst was. 
De lijst is nog niet compleet

## Rome
- Thermen van Trajanus
- Forum van Trajanus
  - Basilica Ulpia
  - Ruiterstandbeeld van Trajanus
  - Zuil van Trajanus
  - Markten van Trajanus
- Aqua Traiana
- Circus Maximus (herbouw)

## Portus
- Haven van Trajanus

## Overig
- Boog van Trajanus (Ancona)
- Fontein van Trajanus (Efeze)
- Boog van Trajanus (Benevento)
- Brug van Trajanus
- Via Traiana
- Haven van Ancona
- Kiosk van Trajanus (Eiland Agilkia, Egypte)